# Cucumaria normani
Cucumaria normani är en sjögurkeart. Cucumaria normani ingår i släktet Cucumaria och familjen korvsjögurkor. Inga underarter finns listade i Catalogue of Life.